# Ophioderma rubicunda
Ophioderma rubicunda är en ormstjärneart som beskrevs av Christian Frederik Lütken 1856. Ophioderma rubicunda ingår i släktet Ophioderma och familjen Ophiodermatidae. Inga underarter finns listade i Catalogue of Life.